# Parti social-démocrate (Corée du Sud)
Pour les articles homonymes, voir Parti social-démocrate.
Le Parti social-démocrate (en coréen : 사회민주당) est un parti politique sud-coréen enregistré le 15 février 2024. Il est fondé par d'anciens membres du Parti de la justice.
Il participe aux élections législatives de 2024 au sein de la Nouvelle alliance progressiste dirigée par le Parti du revenu de base qui elle-même participe à l'Alliance démocratique de Corée du Parti démocrate. Le parti remporte un siège à l'Assemblée nationale avec l'élection de Han Chang-min sur la liste élue au scrutin proportionnel.